# Facciamo paradiso
Pour plus de détails, voir Fiche technique et Distribution.
Facciamo paradiso est une comédie à l'italienne réalisée par Mario Monicelli et sortie en 1995. Elle est inspirée du roman Vite di uomini non illustri de Giuseppe Pontiggia paru en 1994.

## Synopsis
Le film brosse le portrait de la société italienne dans la seconde partie du XXe siècle à travers les yeux de Claudia Bertelli, née dans l'après-guerre et morte en 2011. Le film retrace notamment l'évolution du militantisme communiste italien, les révoltes de 1968 et l'apprentissage de la maternité pour la protagoniste.

## Fiche technique
Sauf indication contraire, les informations mentionnées dans cette section peuvent être confirmées par la base de données cinématographiques IMDb,  présente dans la section « Liens externes ».
- Titre original italien : Facciamo paradiso[1]
- Réalisateur : Mario Monicelli
- Scénario : Suso Cecchi D'Amico, Piero De Bernardi, Mario Monicelli, Leonardo Benvenuti d'après le roman de Giuseppe Pontiggia
- Photographie : Tonino Delli Colli
- Montage : Ruggero Mastroianni
- Musique : Alfredo Lacosegliaz
- Décors : Franco Velchi (it), Ruggero Moncada di Paternò
- Costumes : Beatrice Bordone
- Trucages : Gino Zamprioli
- Production : Giovanni Di Clemente
- Société de production : Clemi Cinematografica
- Pays de production :  Italie
- Langue originale : italien
- Format : Couleur - Son stéréo - 35 mm
- Durée : 108 minutes (1 h 48[1])
- Genre : Comédie dramatique, comédie à l'italienne
- Dates de sortie :
  - Italie : 22 décembre 1995

## Distribution
- Margherita Buy : Claudia Bertelli
- Philippe Noiret : Le père de Claudia
- Aurore Clément : La mère de Claudia
- Lello Arena : Calabrone
- Dario Cassini : Lucio
- Barbara Marciano : Anita
- Ubaldo Carosi : Briglia
- Renato Fornasari : Calonghi
- Gianfelice Imparato : Bellocchio
- Tigana Camara : La fille de Claudia
- Gabriella Franchini : Maddalena
- Victor Kanu : Le fils de Claudia
- Gea Martire : L'avocat
- Micha Michel Sennfors : Emily
- Moni Ovadia : Adamo
- Sabrina Paravicini : Eleonora
- Marilù Prati : Teresa
- Mattia Sbragia : Le détective
- Gianna Coletti : Vincenza
- Elisa Lepore : Shalimar